# München Klinik Bogenhausen
Die München Klinik Bogenhausen (ehemals Klinikum Bogenhausen) ist ein Krankenhaus der Maximalversorgung (III. Versorgungsstufe) der München Klinik gGmbH im Münchener Stadtteil Bogenhausen und akademisches Lehrkrankenhaus der Technischen Universität München.

## Geschichte
Die Planungen zu einem neuen Krankenhaus in Bogenhausen, das verschiedene ältere Krankenhäuser in München ersetzen sollte, darunter das in Baracken untergebrachte Krankenhaus Oberföhring, begannen bereits 1969 (Stadtratsbeschluss vom 17. Dezember 1969). Bei dem Architekturwettbewerb von 1971 erhielt der Entwurf von Georg Alexander Roemmich, Hans-Joachim Ott und Albert Zehentner den 1. Preis. Das Ziel war es, durch die Architektur eine „Spitalatmosphäre“ eines großen Hauses zu vermeiden. Die Architekten sahen 1.300 Betten vor und nahmen mit dem Bau des Bogenhausener Krankenhauses die größte Hochbaumaßnahme Münchens neben dem Kulturzentrum Gasteig vor.
Umplanungen begrenzten 1976 die Bettenzahl schließlich auf 1000. Die Stadt setzte dabei auf die qualitative Verbesserung der medizinischen Versorgung, statt auf eine quantitative Erhöhung der Bettenzahl der in das neue Klinikum Bogenhausen überführten Krankenhäuser Kempfenhausen, Oberföhring und Pappenheimstraße. Außerdem wurde die Urologische Abteilung des Krankenhauses in der Thalkirchner Straße nach Bogenhausen verlegt.
Die Grundsteinlegung erfolgte 1977. Im Februar 1979 beschloss der Gesundheitsausschuss die fachliche Gliederung und den Einbau einer Brandverletztenstation statt einer Geburtsklinik. Am 26. Oktober 1979 feierte der Bogenhausener Neubau Richtfest und drei Jahre später, im Juli 1982, war dieser bezugsfertig. Am 9. Dezember 1983 wurde das Krankenhaus München-Bogenhausen offiziell eröffnet. Im Jahr 1992 wurde am Krankenhaus Bogenhausen eine neue Abteilung für Herzchirurgie eingerichtet. Bis 1993 wurde das Klinikum als Regiebetrieb der Landeshauptstadt München geführt. Dann wurde es in einen Eigenbetrieb umgewandelt und ging 2005 im Städtischen Klinikum München auf. Mit der Umstellung des städtischen Klinikverbunds auf ein neues Erscheinungsbild am 16. Oktober 2018 änderte sich auch der Name des Klinikums Bogenhausen in München Klinik Bogenhausen.
Im Jahr 2010 erhielt das Krankenhaus Bogenhausen ein Qualitätssiegel von der Kooperation für Transparenz und Qualität im Gesundheitswesen, das die Bereiche Patientenorientierung, Mitarbeiterorientierung, Sicherheit, Informations- und Kommunikationswesen, Führung und Qualitätsmanagement umfasst.
In diesem Jahr wurde auch publik, dass es gravierende Hygienemängel bei der Sterilgutaufbereitung im Klinikum Bogenhausen gab. In der Öffentlichkeit wurde dies als „Hygiene-Skandal“ tituliert und die Staatsanwalt eingeschaltet. Als eine der Folgen wurden erhebliche personelle Konsequenzen in der Geschäftsführung der Städtischen Kliniken gezogen.
Seit Anfang des Jahres 2018 ist in der München Klinik Bogenhausen, sowie an allen anderen Standorten der München Klinik, ein Sicherheitsdienst im Notfallzentrum beschäftigt. Im August 2018 fand auf der neurologischen Station in Bogenhausen über einen Zeitraum von zwei Wochen das Pilotprojekt „Pflege-Auszubildende leiten eine Station“ mit Auszubildenden der in den Klinikverbund integrierten Akademie statt.
Im Frühjahr 2018 gab die Geschäftsführung Einzelheiten zum geplanten Erweiterungsbau in Bogenhausen bekannt. In das Bauprojekt sollen rund 395 Millionen Euro investiert werden – gefördert durch den Freistaat Bayern und die Landeshauptstadt München. Im Februar 2018 starteten die Bauarbeiten zunächst mit der Freimachung des Baufeldes und dem Erdaushub. Der geplante Erweiterungsbau an der Ostseite des Klinikgebäudes wird eine Nutzfläche von rund 24.000 Quadratmetern umfassen. Dort soll ein zentraler, hochmoderner OP-Trakt entstehen, außerdem werden im Anbau die Intensiv- und Pflegestationen untergebracht. Sobald der Neubau fertiggestellt ist, soll auch der Bestandsbau Schritt für Schritt saniert werden. Dort werden im Sinne der Zentrumsbildung auch Abteilungen aus der München Klinik Schwabing einziehen. Die Fertigstellung ist für 2024 geplant. Eine zusätzliche Erweiterung im Süden wird diskutiert.

## Zahlen, Daten, Fakten
- 951 Betten und 55 Tagklinikplätze
- 16 Kliniken und 1 Institut

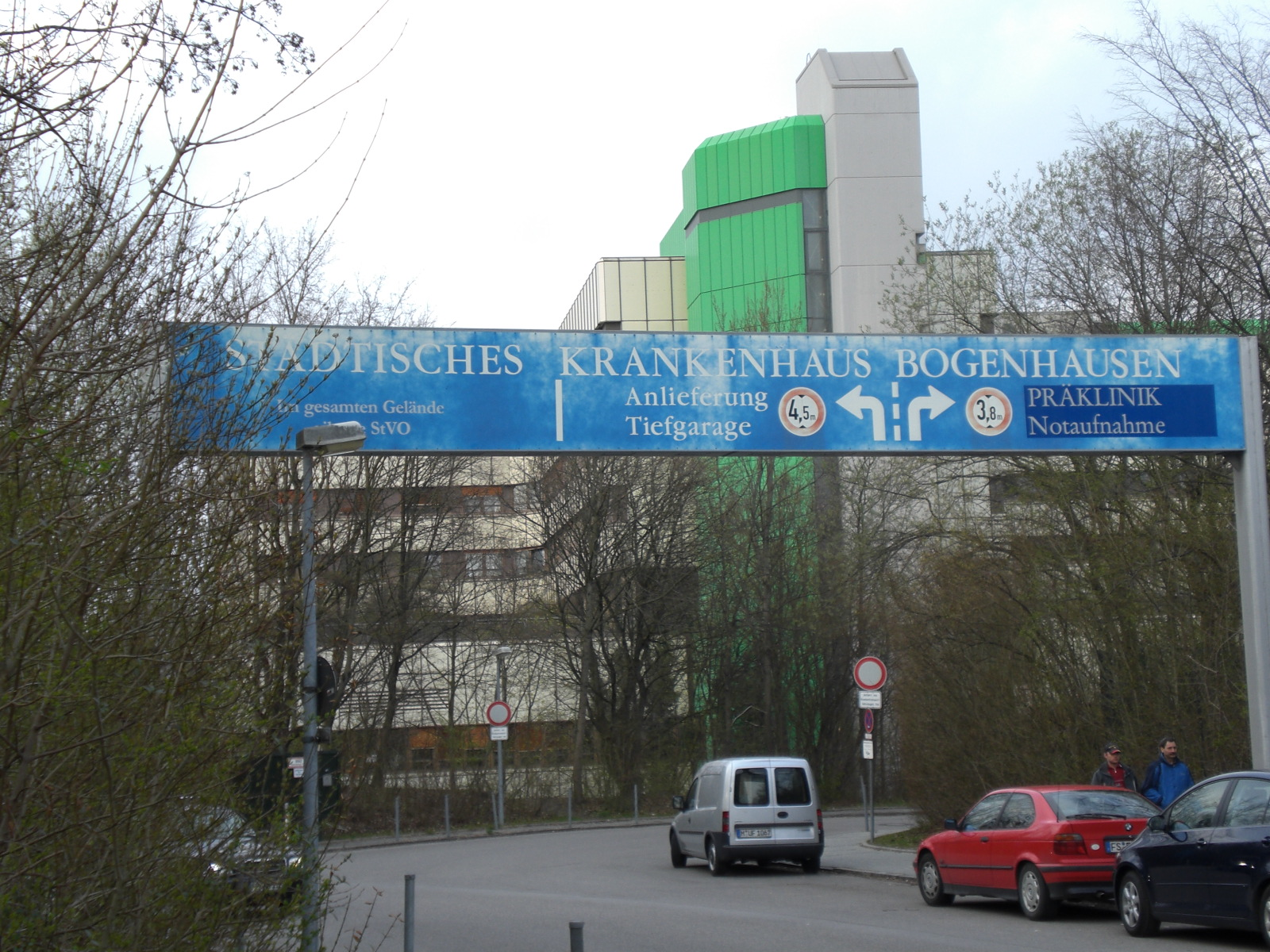
Zufahrt zum Klinikum

- 6 Intensivstationen mit insgesamt 56 Betten
- 15 Operationssäle im ZOP (= ZentralOP)
- 1 Operationssaal auf der Intensivstation für Schwerstbrandverletzte (8 Betten)
- 2 Operationssäle in der Urologie für endoskopische Eingriffe
- 1.577 Mitarbeiter
- interdisziplinäre Notaufnahme (Präklinik)
- Hubschrauberlandeplatz
- Stroke-Unit mit 8 Betten

Im Jahr 2015 wurden 34.801 vollstationäre, 2.667 teilstationäre sowie 49.327 ambulante Patienten behandelt.

## Abteilungen

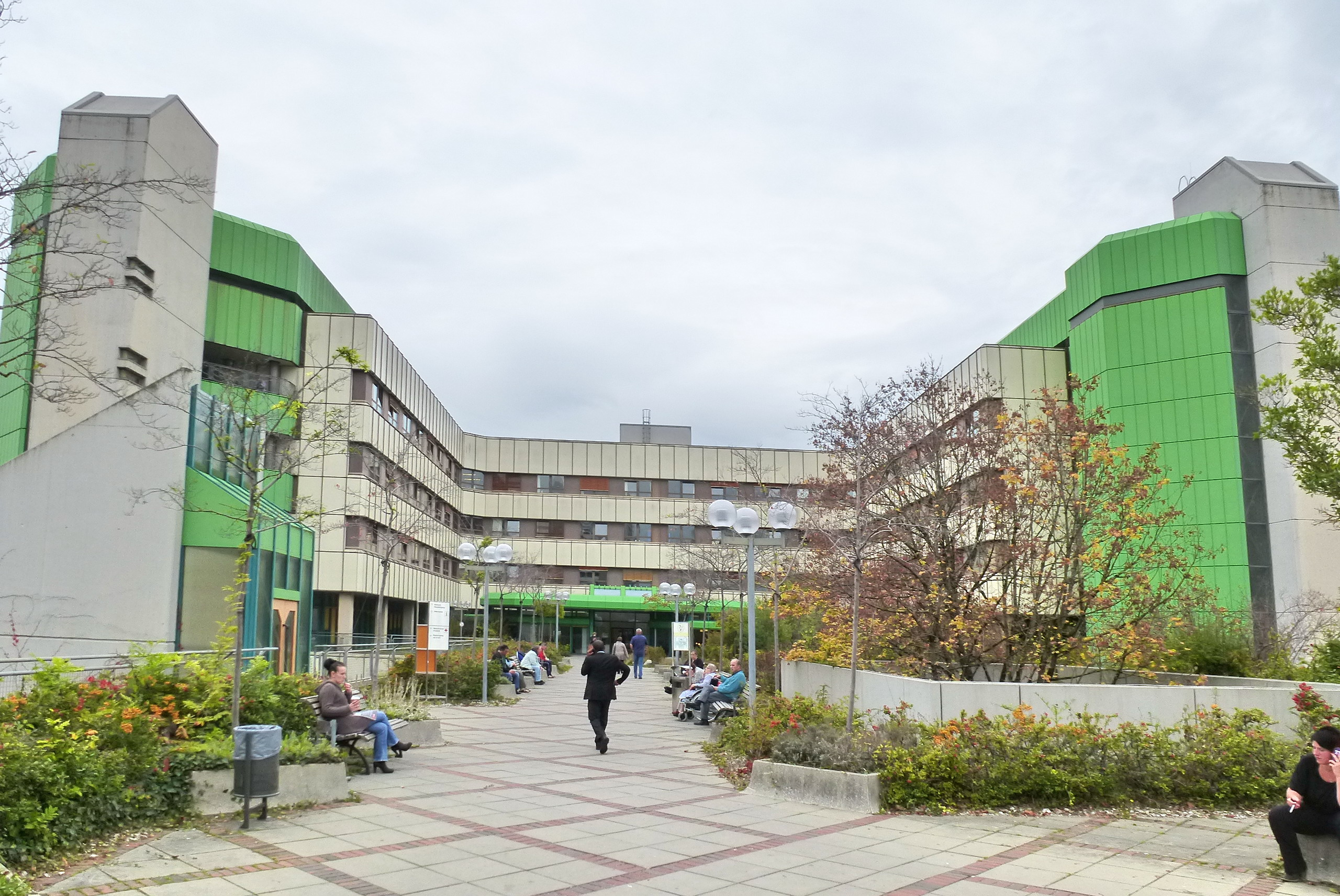
Hauptfassade

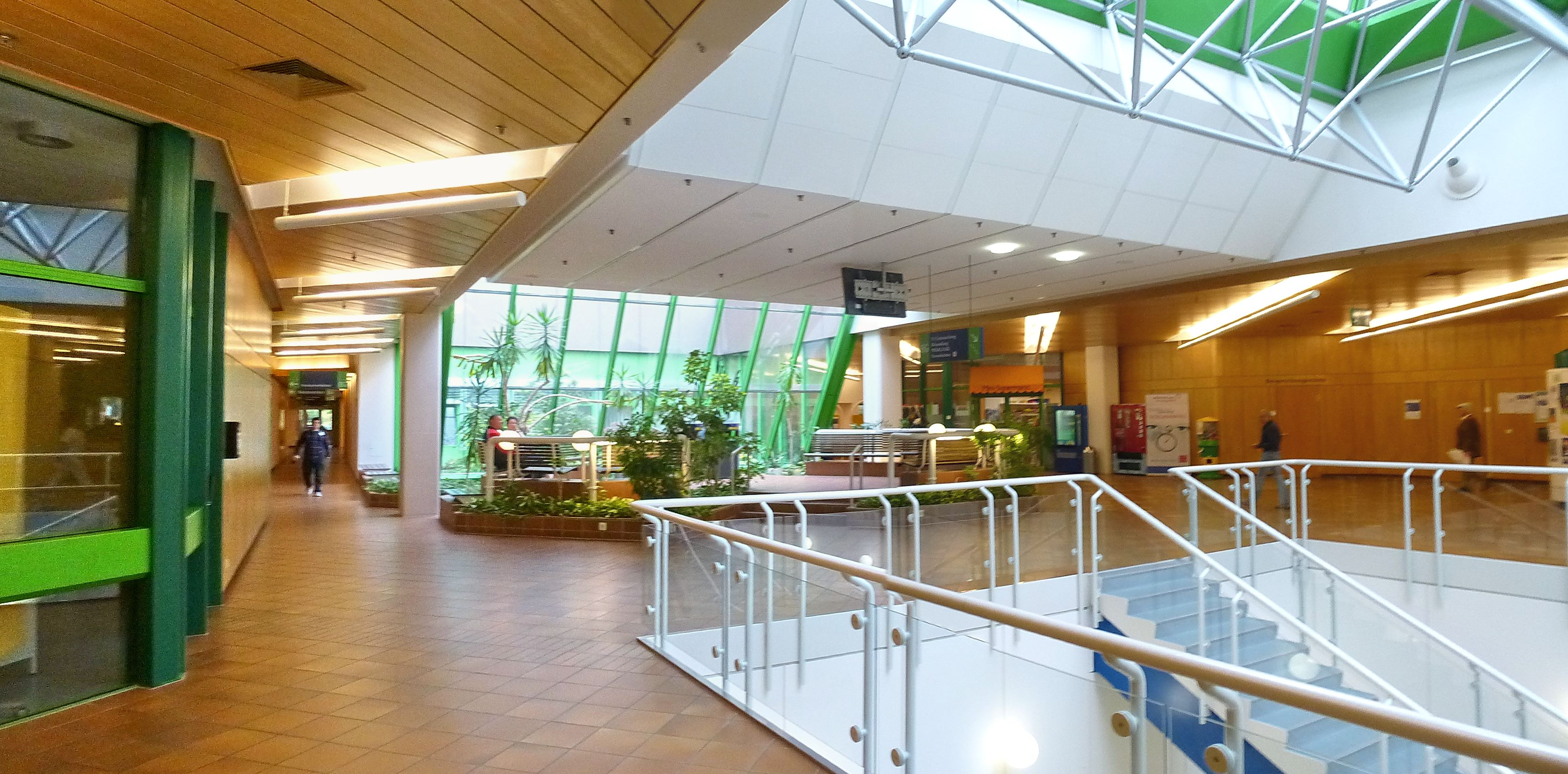
Innenansicht, EG-Ebene

- Klinik für Kardiologie und Internistische Intensivmedizin
- Klinik für Gastroenterologie, Hepatologie und Gastroenterologische Onkologie
- Klinik für Endokrinologie, Diabetologie und Angiologie
- Klinik für Rheumatologie und Klinische Immunologie
- Klinik für Pneumologie und Pneumologische Onkologie
- Klinik für Neurologie, Klinische Neurophysiologie und Stroke Unit
- Klinik für Frührehabilitation und Physikalische Medizin
- Klinik für Neuropsychologie
- Klinik für Allgemein-, Viszeral-, Gefäß- und Thoraxchirurgie
- Klinik für Neurochirurgie
- Klinik für Plastische, Rekonstruktive, Hand- und Verbrennungschirurgie
- Zentrum für Orthopädie, Unfallchirurgie und Sportmedizin
- Klinik für Urologie
- Klinik für Anaesthesiologie, Operative Intensivmedizin und Schmerztherapie
- Klinik für Herzchirurgie
- Institut für Diagnostische und Interventionelle Radiologie und Nuklearmedizin
- Institut für Pathologie
- Institut für Klinische Chemie
- Institut für Medizinische Mikrobiologie, Immunologie und Krankenhaushygiene
- Krankenhausapotheke

## Zertifizierungen
Die Klinik ist zertifiziert nach KTQ. Außerdem verfügt die München Klinik Bogenhausen über ein zertifiziertes Darmkrebszentrum, eine durch die Deutsche Gesellschaft für Kardiologie zertifizierte Chest Pain Unit, ein Pankreaskarzinomzentrum, eine Stroke Unit, eine zertifizierte Fortbildungsstätte für Transösophagale Echokardiographie, ein QMKD-Zertifikat nach den Kriterien vom Bundesverband klinischer Diabetes-Einrichtungen, ein zertifiziertes Trainingszentrum für Physikalische Medizin und Frührehabilitation, ein Zentrum für Gefäßmedizin (zertifiziert durch die Deutsche Gesellschaft für Angiologie und die Gesellschaft für Gefäßmedizin e. V.), ein Osteoporosezentrum (zertifiziert durch den Dachverband Osteologie DVO) und ein nach EMAS geprüftes Umweltmanagement.